# Once Upon a Time in China
Once Upon a Time in China (Originaltitel chinesisch 黃飛鴻 / 黄飞鸿, Pinyin Huáng Fēihóng, Jyutping Wong4 Fei1hung4, kantonesisch Wong Fei-hung, deutscher Verleihtitel Die schwarzen Tiger von Hongkong) ist ein chinesischer Wuxia-Film des Regisseurs Tsui Hark aus dem Jahr 1991. Der Film ist Auftakt der gleichnamigen Filmhexalogie um den chinesischen Nationalhelden Wong Fei-hung (1847–1924), der hier und in drei weiteren Teilen von Jet Li verkörpert wird. Alle Filme wurden von Hark geschrieben und produziert.

## Handlung
Im China des ausgehenden 19. Jahrhunderts kämpft der chinesische Volksheld und Kampfkunst-Meister Wong Fei-hung gegen Engländer, Franzosen und US-Amerikaner, die als Fremdherrscher das Land ausbeuten und dabei von kriminellen, chinesischen Banden Unterstützung erhalten.
Wong Fei-hungs (nichtleibliche) Tante Yee, die völlig verwestlicht aus Amerika zurückkehrt, weckt in ihm romantische Gefühle, die er sich nur zaghaft eingesteht, da für die konservative chinesische Gesellschaft dieser Zeit eine solche Verbindung nicht statthaft ist. Wongs Gegenspieler sind die Mitglieder der Shaho Gang, die ihm und seiner Schule stark zusetzen. Auch Leung Foon, angehender Kung Fu Schüler, erfolglos arbeitssuchender und in Yee verliebt, gerät ständig in Konflikt mit Hung. Auch der chinesische Gouverneur stellt sich gegen Hung. Immer wieder treffen die Kontrahenten aufeinander und liefern sich erbitterte Kämpfe, aus denen stets Wong als Sieger hervorgeht, allerdings verliert er die Schule und die meisten seiner Schüler werden interniert. Tante Yee wird von der Shaho Gang entführt und auf ein amerikanisches Sperrgebiet und Hafengelände gebracht. Foon schließt sich Eisenkleid Yim an, einem erfolgshungrigen und verarmten Meister. Dieser macht mit der Shaho Gang gemeinsame Sache, um Won Fei-hung, bester Kämpfer der Stadt, zu zwingen, sich mit ihm zu messen. Gemeinsam mit seinen Gefolgsleuten nimmt Wong nun die Suche nach Yee auf. Zusammen mit vielen weiteren entführten Frauen, die nach Amerika in die Prostitution versklavt werden sollten, wird Yee aus den Händen der Shaho Gang befreit. Nachdem der Anführer der Gang und Yim im Kampf geschlagen werden, schließt sich Leung dem Kampfkunstmeister Wong an, der gelernt hat, ihn zu akzeptieren.

## Deutsche Fassungen
Es existieren vier deutsche Synchronfassungen. Von der ersten Synchronfassung ist nur bekannt, dass sie 1992 in Hamburg erstellt wurde. Die dritte deutsche Synchronfassung entstand bei der Metz-Neun Synchron Studio und Verlags GmbH, Offenbach am Main. Dies geschah im Auftrag von Laser Paradise für eine auf 96 Minuten gekürzte PAL-DVD, die zudem noch ein falsches Videoformat mit Balken links, rechts, oben und unten hat. Die vierte deutsche Synchronfassung erstellte die Splendid Synchron GmbH, Köln. Klaus Terhoeven schrieb das Dialogbuch und führte Regie. Sie ist ungeschnitten auf DVD und Blu-ray verfügbar.
| Figur                    | Darsteller     | Deutscher Sprecher | Deutscher Sprecher (1990er) | Deutscher Sprecher (2003) | Deutscher Sprecher (2010) |
| ------------------------ | -------------- | ------------------ | --------------------------- | ------------------------- | ------------------------- |
| Wong Fei-hung            | Jet Li         | Thomas Karallus    | Torsten Sense               | Renier Baaken             | Simon Jäger               |
| Leung Foon               | Yuen Biao      | Nicolas König      | Benjamin Völz               | Florian Hoffmann          | Simon Roden               |
| „Tante“ Yee              | Rosamund Kwan  |                    | Bettina Spier               | Ingrid Metz-Neun          | Brit Gülland              |
| „Hasenzahn“ Soh          | Jacky Cheung   | Boris Tessmann     | Stefan Krause               | Wolff von Lindenau        | Markus Haase              |
| „Schweinebacke“ Wing     | Kent Cheng     | Douglas Welbat     | Detlef Bierstedt            | Michael Deckner           | Fabian Körner             |
| Ling Wan-kai             | Yuen Kam-fai   | Christian Stark    | Simon Jäger                 | Heiko Grauel              | Tobias Diakow             |
| Shaho Gang Anführer Tong | Yau Kin-kwok   | Gerhart Hinze      | Udo Schenk                  |                           | Philip Schepmann          |
| „Eisenkleid“ Yim         | Yee Kwan-yan   | Franz Rudnik       | Helmut Gauß                 | Aart Veder                | Gregor Höppner            |
| Jesuiten Priester        | Colin George   |                    | Lothar Blumhagen            | Aart Veder                | Hans-Gerd Kilbinger       |
| Tiger                    | Steve Tartalia |                    | Christoph Piesk             |                           | Fritz Rott                |

## Rezeption
Once Upon a Time in China erhielt international ein gutes Presseecho. So erfasst der US-amerikanische Aggregator Rotten Tomatoes 90 % wohlwollende Besprechungen und ordnet den Film dementsprechend als „Frisch/“ ein.
René Malgo von filmstarts.de wertete: „Mit Once Upon A Time In China erzählt Hongkong-Regisseur Hark Tsui (A Better Tomorrow 2+3) seine Geschichte des chinesischen Nationalhelden Wong Fei-hung. Das Resultat seiner Arbeit kann sich sehen lassen und zählt zu den Vorzeigewerken des klassischen Easterns.“ „Es gibt Filme, an denen scheint oberflächlich betrachtet alles zu stimmen. Solchen Werken wird schnell und gerne die eine oder andere Schwäche verziehen.“ Once Upon A Time In China sei so ein Film. „Die erzählte Story wirkt dünn und substanzlos, die Zeichnung der Charaktere stereotypisch und oberflächlich.“ Das alles kann aber sehr gut kaschiert werden durch „ein äußerst stimmiges Gesamtbild,“ „gute Darsteller, schöne Bilder, dichte Atmosphäre und atemberaubende Kämpfe“, die „dem Film so den berechtigten Ruf, zu den besten Eastern überhaupt zu gehören.“ bescheren.

„In der deutschen Version ist der Film ein ‚geschlachteter‘ Torso, in dem Nebenlinien und -handlungen entfernt wurden. Aus der Hommage auf den Eastern der 70er Jahre wurde eine Aneinanderreihung von nach wie vor atemberaubenden Kampfszenen. Geblieben ist auch der nationalistisch-chinesische Unterton.“

Im Jahr 1992 erhielt der Film Hong Kong Film Awards in vier Kategorien. Cheung-yan Yuen, Shun-yee Yuen und Chia-yung Liu wurden mit dem Preis für die beste Actionchoreographie ausgezeichnet. Tsui Hark wurde als bester Regisseur ausgezeichnet, Marco Mak erhielt den Preis für den besten Schnitt und James Wong für die beste Filmmusik. Weiterhin war der Film für Preise in den Kategorien Art Direction, Kamera, Bildregie und Bester Nebendarsteller nominiert.